# Schildescher Viadukt
Der Schildescher Viadukt ist ein Brückenbauwerk im Stadtbezirk Schildesche von Bielefeld. Der Viadukt ist eine kombinierte Gewölbe-/Spannbetonbrücke und führt die viergleisige Bahnstrecke Hamm–Minden auf 360 Metern über das Johannisbachtal. Damit konnte die wichtige Ost-West-Hauptstrecke schon ab Brake auf Hügelrückenhöhe geführt und so der Anstieg zum Bielefelder Pass, einem Einschnitt im Teutoburger Wald, sehr gering gehalten werden.
Das von der Köln-Mindener Eisenbahn-Gesellschaft in den 1840er-Jahren errichtete ursprüngliche Bauwerk gehörte zu den ältesten Zeugen der Eisenbahngeschichte in Deutschland. Der alte Viadukt aus 28 Bögen wurde im März 1945 durch alliierte Luftangriffe zerstört. Unter Einbeziehung der 13 noch intakten Bögen wurde im Frühjahr 1947 ein Provisorium für den Güterverkehr erstellt. In der heutigen Form besteht das Bauwerk seit 1985.

## Geschichte
Als Teil der Stammstrecke der Köln-Mindener Eisenbahn-Gesellschaft wurde das Bauwerk 1847 zunächst zweigleisig fertiggestellt. Im Zuge des viergleisigen Ausbaus mit einer separaten Strecke für den Güterverkehr wurde 1917 ein weitgehend baugleicher zweiter Viadukt nur wenige Meter entfernt nordwestlich parallel zum ersten errichtet.
Im Zweiten Weltkrieg waren nach Einschätzung der Westalliierten der Schildescher und der Altenbekener Viadukt auf der Bahnstrecke Hamm–Warburg die beiden wichtigsten deutschen Eisenbahnbrücken. Der Schildescher Viadukt war Ziel zahlreicher Luftangriffe, die bereits im Sommer 1941 begannen Zum Einsatz sollten hier Grand-Slam-Bomben kommen, was ab Herbst 1944 deutlich verstärkt wurde. Ab dem 1. Dezember 1944 wurde vorsichtshalber auf der östlichen Seite eine etwa 3,5 Kilometer lange kurven- und steigungsreiche zweigleisige Umgehungsstrecke (vergleichbar einem Gummiband) angelegt, die sogenannte „Gummibahn“, deren Betrieb Ende Februar 1945 im vollen Umfang aufgenommen wurde.
Hauptziel der alliierten Luftangriffe war, durch die Zerstörung der Verkehrswege im westlichen Teil des Deutschen Reichs die kriegswichtigen Transporte von Kohle und Stahl aus dem Ruhrgebiet zu unterbinden und damit das Rückgrat der deutschen Kriegswirtschaft zu brechen. Neben dem Schildescher und dem Altenbekener Viadukt gehörte auch der Arnsberger Viadukt (Obere Ruhrtalbahn) zu den primären Zielen. Die Westalliierten hofften, mit ihrer Zerstörung die beiden wichtigen Ost-West-Verbindungen von Berlin via Hamm ins Ruhrgebiet über die Strecken Berlin – Magdeburg, Magdeburg – Braunschweig, Braunschweig – Hannover und Hannover – Minden bzw. Berlin – Halle, Halle – Kassel, Kassel – Warburg und Warburg – Paderborn auf Dauer unterbrechen zu können. Die Obere Ruhrtalbahn spielte dabei eine untergeordnete Rolle, da sie lediglich eine Ausweichroute bei Störungen auf den sich in Hamm vereinenden Hauptstrecken aus Minden bzw. Warburg war.

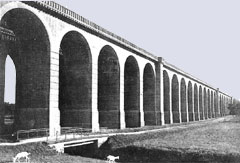
Schildescher Viadukt, 1917
Der Schildescher Viadukt nach seiner Zerstörung im März 1945

Der außerordentlich solide ausgeführte Schildescher Doppelviadukt widerstand lange den Angriffen, bei denen insgesamt über 3500 Tonnen Bomben abgeworfen wurden. Am 14. März 1945 setzte die No. 617 Squadron (Fliegerstaffel) der Royal Air Force erstmals zehn Tonnen schwere Grand-Slam-Bomben ein, bis dahin die schwersten ihrer Art. Auf einer Länge von 130 Metern wurden die gemauerten Bögen beider Viadukte vollständig zerstört. In Schildesche kamen mindestens 50 Einwohner ums Leben. Die Grand Slam detonierte nach den späteren Feststellungen von Cheffeuerwerker Hans-Joachim Ulmer in 18 Metern Tiefe. Obwohl sie ihr Ziel um 30 Meter verfehlte, brach der Viadukt an der Stelle auf einer Länge von 130 Metern zusammen. Erdbebenartige Wellen ließen die Pfeiler des Bauwerkes wie Streichhölzer einknicken. Gleichzeitig verhüllte weißer Rauch die Einschlagstelle, für Ulmer als früherer Chef des Kampfmittelräumdienstes ein Zeichen für die Verwendung von Torpex-Sprengstoff.
Wegen ihrer immensen Bedeutung wurde die westliche (Güterbahn-)Strecke nach dem Ende des Krieges provisorisch mit einer zweigleisigen SKR-Behelfsbrücke (standardisierte Stahl-Fachwerkbrücke Bauart Schaper-Krupp-Reichsbahn) aus Mitteln der Pionierausrüstung der Wehrmacht wiederaufgebaut und stand dem Güterverkehr ab April 1947 wieder zur Verfügung. Der Personenverkehr wurde bis zur Fertigstellung der neuen östlichen Brücke Mitte der 1960er-Jahre weiterhin über das Provisorium der „Gummibahn“ geführt; bei langen bzw. schweren Zügen auch mit Vorspannloks, die am Bahnhof Brake stationiert waren.
Da der Betrieb der Umgehungsstrecke mit ihren höhengleichen Bahnübergängen hohe jährliche Kosten verursachte, bestanden in den 1950er-Jahren Pläne zur Wiederherstellung der östlichen Strecke für den Personenfernverkehr durch den Bau eines Erddamms, doch nach erheblichen Widerständen beschloss 1960 die Deutsche Bundesbahn, den zerstörten Personenbahn-Viadukt durch eine 160 Meter lange Spannbetonbrücke zu ersetzen. Nach der Inbetriebnahme der neuen Spannbetonbrücke für den Personenfernverkehr im Sommer 1964 wurde die „Gummibahn“ vollständig zurückgebaut. Das 1947 errichtete Provisorium der Stahl-Fachwerkbrücke für den Güterbahn-Viadukt wurde 1983 demontiert, um bis 1985 durch eine neu gebaute Spannbetonkonstruktion ersetzt zu werden, mit der sich die beiden Viadukte heute in weitgehend identischer Architektur zeigen.
Seit 1982 wird der Johannisbach zum Obersee gestaut, der westlich des Viadukts liegt. Die Staumauer befindet sich wenige Meter östlich des Viadukts.